# Episodi di Keroro (quinta stagione)
La quinta stagione della serie anime Keroro comprende 51 episodi, è andata in onda in Giappone dal 5 aprile 2008 al 28 marzo 2009 su TV Tokyo. In Italia è inedita.

## Lista episodi
| Nº  | Giapponese 「Kanji」 - Rōmaji - Traduzione letterale | In onda           | In onda  |
| Nº  | Giapponese 「Kanji」 - Rōmaji - Traduzione letterale | Giapponese        | Italiano |
| 206 | 「ケロロ小隊 色々作戦開始！！ であります」 - Keroro Shōtai Iroiro Sakusen Kaishi!! de Arimasu – "Plotone Keroro, Inizio dell'Operazione Colore!!"「ドロロ 納豆はお好き？ であります」 - Dororo Nattō wa Osuki? de Arimasu – "Dororo, Ti Piace Natto?" | 5 aprile 2008     | —        |
| 206 | Il sergente Keroro, per rinvigorire l'azione d'invasione del plotone, decide di rinnovare il look della squadra: scambiare i colori dei membri con quello di un altro (ad esempio Keroro diventa rosso, Giroro diventa blu ecc.). Inizialmente questo scambio crea delle incomprensioni a Natsumi e Fuyuki, in quanto non si ricordano i nuovi colori; l'elemento più sfortunato nel cambiare colore è stato Dororo che, divenuto verde come il sergente, deve subire le angherie di Natsumi e dei creditori di Keroro. Il sergente, per porre rimedio a ciò, decide di far diventare tutti i membri di color giallo, ma con questa soluzione sono praticamente tutti uguali; allora Keroro cambia nuovamente i colori, tornando a quelli originali leggermente modificate. Il plotone, dopo questo ulteriore cambio, trova nuove energie positive, quando dal cielo incombe la minaccia di Mecha-Viper: l'acerrimo nemico dei Keroniani irrompe in casa Hinata, ma non riconoscendo in quei ranocchi le sue prede, si scusa e vola via. Keroro, più convinto che mai che questa possa essere la volta buona per invadere il pianeta, viene messo in punizione da Natsumi insieme agli altri 4 membri del plotone. Nella seconda parte Keroro, dopo essere tornato alla sua colorazione naturale, si reca da Dororo con la speranza di una nuova idea per conquistare Pekopon: il ninja gli propone di usare il Nattō come arma. Keroro, Angol Mois e Kururu appoggiano l'idea di Dororo mentre Giroro e Tamama si rifiutano, in quanto ad entrambi non piace il Nattō. Dororo cerca di convincere i 2 compagni, senza riuscirci, mentre Kururu aziona il macchinario per creare il Nattō in quantità industriale. Il congegno, poco dopo, si rompe, divenendo incontrollabile, con continua produzione di Nattō. Giroro e Tamama salvano gli amici dallo "tsunami" di Nattō, che viene distrutto dal mega-impatto del soldato semplice. Dororo è molto dispiaciuto per l'accaduto ma adesso anche Giroro e Tamama sarebbero d'accordo ad aiutarlo nel proprio piano: il ninja espone la sua idea ma i membri del plotone, considerandola poco efficace, vanno via, lasciandolo nella disperazione. |                   |          |
| 207 | 「ケロロ 会社を作ろう！ であります」 - Keroro Kaisha o Tsukurou! de Arimasu – "Keroro, Fai La Tua Azienda!"「桜華 桜と共に来る であります」 - Sakura Sakura Totomoni Kuru de Arimasu – "Madre, Vieni con i Fiori di Ciliegio" | 12 aprile 2008    | —        |
| 207 | Nella 1ª parte dell'episodio Keroro, influenzato da aprile, il mese che in giappone significa rinnovamento, vuole dare una scossa alla propria vita: decide di fondare un'agenzia. I membri del plotone sono d'accordo, ma entrano in conflitto quando bisogna assegnare un nome alla nuova azienda che si verrà a creare: Keroro, Giroro e Tamama sono i più determinati per far prevalere la propria proposta, tanto da giungere alle mani; alla fine prevarrà il sergente, poiché è lui il leader del plotone. Keroro inizia a produrre biglietti da visita (in più versioni) in quantità enorme e decide di costruire la società nello stabile del suo vecchio fast food. Purtroppo il lavoro del plotone, non basandosi su nulla di concreto, è completamente assente, in quanto nessuno chiama per avere un aiuto. Il membro a pagare di più il nuovo fallimento di Keroro è Giroro, in quanto rappresentante dell'azienda, su un pianeta alieno, verrà scambiato per invasore e attaccato. Nella seconda parte Momoka è molto pensierosa in quanto aspetta la visita della madre: non vedendola da molto tempo non sa come comportarsi; Fuyuki, vedendo l'amica in difficoltà, decide di aiutarla. Keroro, venendo a scoprire l'imminente arrivo della madre di Momoka, decide, insieme a Tamama, di mettersi a completo servizio della ragazza, con la speranza di racimolare qualche soldo. Momoka, per fare bella figura con la mamma, vorrebbe mostrarle un ciliegio ad entrambe molto caro: purtroppo la pianta non è ancora fiorita ed essendo spoglia, non trasmette molte emozioni. Keroro & Co. faranno di tutto per far sbocciare il ciliegio senza però riuscirci. Momoka è molto triste perché, al termine di un violento temporale, la pianta è praticamente distrutta; proprio in questo momento compare, poco lontano, sotto un ciliegio mai visto prima, la mamma di Momoka, che corre verso la figlia abbracciandola. Momoka, presa dalla felicità, abbraccia senza timore anche Fuyuki, per l'aiuto dato. |                   |          |
| 208 | 「ギロロ オトコのバックアップ であります」 - Giroro Otoko no Bakkuappu de Arimasu – "Giroro, Sostegno di un Uomo"「ケロロ お得な携帯大作戦！ でありま」 - Keroro Oena Keitai Daisakusen! de Arimasu – "Keroro, Il Grande Piano di Profitto Mobile!" | 19 aprile 2008    | —        |
| 208 | Nella prima parte Keroro acquista nel mercato alieno, presente sulla terra, un dvd con l'episodio di Capitan Geroro, che non era riuscito a vedere; purtroppo nel dvd è presente un virus spaziale molto aggressivo, che attacca la base in poco tempo. Kururu spiega che il virus non può essere sconfitto online, ma solo manualmente: Giroro si offre volontario per una missione in solitaria. Il caporale entra nella base e riesce a superare le insidie che incontra, grazie all'aiuto di Natsumi, che lo manovra da lontano. Giroro raggiunge la sala in cui vi è il pulsante per azionare l'arma finale, obiettivo del virus: purtroppo giunto qui scopre che il nemico, non solo ha preso corpo, ma si è anche sdoppiato in più cloni. Keroro suggerisce a Giroro di trovare l'originale per poter sconfiggere tutte le copie del virus con un solo colpo; il caporale, usando una strana tecnica, riesce a scovare l'originale, prima che prema il pulsante della pericolosissima arma. Nella seconda parte Keroro comprende di poter invadere Pekopon usando dei telefoni cellulari: il sergente, usando tutta la tecnologia keroniana, produce un super-telefono da immettere nel mercato con il nome di K-Phone. Keroro, prima del lancio nel commercio, decide di testarlo su Fuyuki, Natsumi, Momoka e Kogoro ottenendo buoni risultati, in quanto l'apparecchio mobile è in grado di fare un sacco d'azioni, impossibili per comuni cellulari. Dopo un po' di tempo Kururu rivela agli altri membri del plotone che il K-Phone è in grado di conquistare Pekopon, accettando il contratto della telefonia spaziale; Keroro decide di attivare l'opzione accettando l'informativa, un documento lungo 5 ore di lettura. Una volta acconsentito il contratto, i K-Phone iniziano l'invasione scatenando la rabbia di Natsumi; la situazione rimane per poco senza controllo, in quanto Fuyuki comprende che l'invasione può essere fermata usando gli stessi K-Phone, annullando l'ordine impartito da Keroro. |                   |          |
| 209 | 「小雪 忍び、やめます であります」 - Koyuki Shinobi, Yame Masu de Arimasu – "Koyuki, Smetterò di Essere un Ninja" | 26 aprile 2008    | —        |
| 209 | Durante una giornata di pioggia, Koyuki incontra un ragazzo di nome Segure, suo vecchio amico ninja al villaggio; il ragazzo le propone di aggiungersi al gruppo di investigazione segreto dei ninja, in quanto essi non sono ancora ben accettati nella società. Koyuki è dubbiosa sul da farsi, poiché se accettasse, dovrebbe lasciare la normalità che si è costruita piano piano, inclusa scuola e amici. Nel frattempo Keroro sta progettando un nuovo piano d'invasione, che consiste di immettere sul mercato capi d'abbigliamento ed accessori colorati bianchi e rossi, ossia le tonalità della moda del momento. Kururu, grazie ad una sua microspia, scopre che il gruppo d'investigazione ninja vuole salvaguardare il pianeta dal piano d'invasione dei keroniani; Keroro, scoperto ciò, vuole affrontare i ninja per poter mandare avanti il proprio piano. L'occasione per il plotone di attaccare Segure, si concretizza quando il ragazzo incontra Koyuki per sapere cosa abbia deciso riguardo l'aggiungersi al gruppo di investigazione: in quel frangente Keroro, Giroro e Tamama attaccano in contemporanea Segure ottenendo però una sonora batosta. Koyuki, dopo lo scontro fra i keroniani e l'amico, decide di accettare l'invito di Segure, in quanto comprende che ancora gli umani non vedono di buon occhio i ninja, poiché, pur avendo salvato un bambino durante la battaglia, la mamma di quest'ultimo è molto spaventata. Koyuki non ha molti problemi ad ambientarsi nel nuovo gruppo, finché però Segure non decide di attaccare la base di Keroro per eliminare il nemico alieno; a sentire questa la ninja non è molto felice in quanto non vuole fare male a dei suoi amici. Segure e i membri del gruppo non hanno particolari problemi ad arrivare alla sala centrale della base segreta, ma qui incontrano Dororo che difende Keroro e gli altri; lo scontro fra il soldato semplice e Segure è alla pari. La situazione viene risolta da Koyuki che parlando col cuore a Segure riesce a fargli comprendere che i keroniani non sono cattivi; dopo questo la ninja decide di tornare alla vita di sempre. |                   |          |
| 210 | 「夏美 困惑の放課後 であります」 - Natsumi Konwaku no Hōkago de Arimasu – "Natsumi, Rompicapo Dopo la Scuola"「秋 子供の日 であります」 - Aki Kodomo no Hi de Arimasu – "Aki, La Giornata dei Bambini" | 3 maggio 2008     | —        |
| 210 | Nel primo episodio Natsumi, tornando a casa da scuola, entra in una strana nebbia che le provoca delle allucinazioni: l'evento non è naturale, in quanto è stato generato da alieni che si nutrono di energia vitale. Natsumi continua a vivere strane situazioni, che man mano le tolgono energie, alimentando quelle degli alieni. Keroro, Giroro e Fuyuki, non vedendo tornare la ragazza a casa, iniziano a preoccuparsi e decidono di andare a cercarla: poco dopo Kururu informa i 3 di ciò che sta avvenendo, indicandogli le coordinate di Natsumi. I 3, per raggiungere la ragazza, entrano anche loro nella misteriosa e fitta nebbia; qualche istante dopo incontrano Natsumi sana e salva. Keroro, con un'idea brillante, riesce a far arrabbiare Natsumi a punto tale da farle emettere troppa energia, anche per gli alieni che, abbuffandosi, verranno sconfitti. Nella seconda parte Keroro &Co. si recano a casa di nonna Akina per trascorrere un po' di relax. Aki, rimasta sola a casa, mentre tutti sono al fiume a divertirsi, decide di far ordine fra le invenzioni di Kururu: fra di esse vi è anche il raggio della seconda chance, che cadendo la trasforma in bambina. Quando Keroro &Co. tornano a casa trovano Aki trasformata in bambina: nessuno si preoccupa più di tanto per l'accaduto, in quanto l'effetto del raggio dura al massimo un paio d'ore. Qualche istante dopo, però, Kururu si accorge che il laser è stato impostato su modalità infinito e pertanto Aki non ritornerà più adulta, a patto non si capisca che l'età esatta che in quell'istante la bambina, in modo da resettare manualmente la pistola. Per fortuna Nonna Aki capisce che la bambina è tornata all'età esatta di 5 anni, in quanto si ricorda di una vecchia foto che ritrae la figlia sotto una tacca conta altezza. Kururu aggiusta l'arma e mentre Aki dorme la ritrasforma in adulta. |                   |          |
| 211 | 「武者ケロ 壱の巻 伝説の勇者 でござ候」 - Musha Kero Ichi no Maki Densetsu no Yūsha de Gozasōrō – "Musha Kero, Volume 1: L'Eroe Leggendario" | 10 maggio 2008    | —        |
| 211 | Keroro mentre sta montando un modellino in giardino quando gli precipita addosso un robot proveniente dall'esercito di Keron, con una missiva: recuperare un'antica arma da guerra su Feudalon, un lontano pianeta. Keroro e gli altri si recano su Feudalon e, per non destare sospetti, vista la segretezza della loro missione, decidono di indossare abiti tipici del luogo, molto simili a quelli dei samurai. Il plotone inizia la ricerca quando incontra l'Angol Mois di Feudalon; la ragazza conosce il luogo in cui si trova il tesoro e decide di accompagnarli. Una spia di Re Viper, padrone di Feudalon, avvisa il sovrano delle intenzioni dei keroniani. Keroro, Tamama e Giroro, assieme ad Angol Mois, arrivano vicino alla grotta in cui si trova il tesoro e qui vedono che gli abitanti di Feudalon sono stati ridotti in schiavitù da Viper; nel frattempo i 4 trovano la roccia in cui è contenuta la potente arma e vicino ad essa fanno la conoscenza di Don Fuyukici (il Fuyuki di Feudalon), un ragazzo che vede nei keroniani i salvatori del suo popolo. Dopo una cena sostanziosa, Keroro decide di andare a recuperare l'arma per poi scappare da Feudalon, ma giunti nella grotta la pietra è sparita: i keroniani vengono colti di sorpresa e attaccati dalle truppe di Viper. I 3 ranocchi hanno la peggio e quando Viper sta per eliminare Keroro accade l'imprevisto vincente: nel cielo appare un fascio di luce, da cui fuoriesce l'arma segreta (rubata per curiosità da Angol Mois), un cristallo verde che si trasforma in potentissima spada. Keroro impugna la spada e con un solo colpo sconfigge Viper, liberando dalla schiavitù gli abitanti di Feudalon. Prima di tornare sulla Terra i keroniani decidono di mangiare, quando arriva una missiva da Keron che avvisa che le armi sono 5; Dororo, andato in missione, conferma tutto ciò dicendo di aver trovato un cristallo rosso, che però si può ottenere solo vincendo una gara di comicità. L'episodio si conclude con una ragazza molto simile a Natsumi che si decide a partecipare alla gara di comicità. |                   |          |
| 212 | 「ケロロ それだけは見ないで！ であります」 - Keroro Soredake wa Minai de! de Arimasu – "Keroro, Non Guardarlo!"「５５６ ＶＳ 宇宙警視 であります」 - Kogorō tai Uchū Keishi de Arimasu – "Kogoro VS. Space superintendant" | 17 maggio 2008    | —        |
| 212 | Nella prima parte dell'episodio i membri del plotone si recano su un pianeta alieno per un periodo di esercizi; durante i giorni di allenamento Keroro e Giroro si ricordano di un evento accaduto prima della partenza: il sergente ha imbrattato una foto di Giroro, in cui è con Natsumi mentre il caporale si rende conto di aver perso la foto a cui tiene tanto. I 2, all'insaputa l'uno dell'altro, decidono di ritornare in possesso della foto, Keroro per evitare l'ira di Giroro, mentre quest'ultimo per non mostrare a nessuno la sua "debolezza". Il sergente e il caporale cercano rispettivamente aiuto, tramite telefono, con Angol Mois e Fuyuki, senza riuscirci; l'ultimo tentativo di entrambi viene scoperto da Natusmi, che incute paura ad entrambi. Appena il plotone ritorna sulla Terra, Keroro e Giroro si lanciano verso casa Hinata per recuperare la foto, ma arrivano insieme; mentre si contendono l'oggetto interviene Natsumi che reagisce in modo furibondo vedendo la foto scarabocchiata. Nella seconda parte Kogoro, mentre è in spiaggia con sua sorella, viene investito da un'astronave che precipita sulla Terra: a bordo del veicolo spaziale vi è l'investigatore K, un detective all'inseguimento di un pericoloso criminale. K, per poter lavorare senza essere disturbato, assume la fisionomia di Kogoro; mentre K e Lovey (all'oscuro di non avere a fianco il fratello) camminano, incontrano Keroro che propone al falso Kogoro di diventare cavia di un nuovo macchinario di Kururu, per qualche soldino. In contemporanea un'ameba viola (il ricercato) si nasconde nella scaffalatura di Kogoro per ripararsi dal sole; in quell'istante Kogoro riprende conoscenza e con la scaffalatura decide di tornare a casa. Keroro, grazie all'involontario aiuto della macchina di Kururu, scopre la vera identità di K; in contemporanea dal quartier generale arriva l'ordine di aiutare il detective a catturare l'ameba. K, Keroro e Lovey trovano Kogoro in compagnia dell'ameba: quest'ultima per avere chance di vittoria decide di entrare nel corpo di Kogoro. Lovey, senza combattere, riesce a toccare il cuore di Kogoro e quest'ultimo riesce ad espellere l'ameba; i 2 detective con colpo solo riescono a sconfiggere il pericoloso criminale. |                   |          |
| 213 | 「桃華 明日を取り戻せ！ であります」 - Momoka Ashita o Torimodose! de Arimasu – "Momoka, Domani Recupera!" | 24 maggio 2008    | —        |
| 213 | L'episodio inizia con Momoka che si sveglia di prima mattina, in quanto impellente di verificare l'andamento dei lavori del parco di divertimenti che ha fatto costruire per Fuyuki e che sarà inaugurato il giorno successivo. Paul mostra a Momoka che i lavori stanno per essere terminati e la invita a prepararsi per il grande evento: la ragazza si prova un vestito e prepara dei biscotti, sempre accompagnata da Tamama. Alla sera, impaziente per l'indomani, ricorda telefonicamente a Fuyuki dell'appuntamento per l'apertura del Luna Park "versione occulto". La mattina seguente Momoka si sveglia ma a sorpresa vede che i lavori non sono terminati: inizialmente pensa sia colpa degli operai ma poco dopo si rende conto che qualcosa non quadra in quanto sta rivivendo la stessa identica giornata del giorno precedente. Momoka non comprende cosa stia accadendo, ma durante la telefonata della sera a Fuyuki, gli racconta tutto ciò e lui le risponde che si potrebbe trattare di un Déjà vu. Momoka rasserenata dalle parole di Fuyuki va a dormire ma esattamente a mezzanotte ritorna al punto di partenza della giornata che sta continuando a rivivere. Momoka per la terza volta rivive la giornata ma alla sera decide di raccontare in maniera dettagliata ciò che sta accadendo a Fuyuki; la ragazza si reca a casa Hinata e qui vengono chiarite alcune cose: Kururu le spiega che si tratta di un raro fenomeno di buco temporale che la ragazza riesce a percepire, bloccando e alterando il normale corso dello Spaziotempo. Momoka non sa come possa riuscire a modificare la velocità del Tempo nello Spazio ma vorrebbe tanto vivere il domani, in quanto sarebbe per lei un giorno felice: Kururu la blocca dicendole che sono proprio queste emozioni a stravolgere il continuum, in quanto in realtà in lei si celano grandi paure nel fallire l'evento. Momoka chiede aiuto a Kururu e il ranocchio realizza una strana montagna russa in grado di "smuovere" la bolla temporale in cui la ragazza si trova: il sergente maggiore le ricorda però che sarà solo la sua volontà a far tornare il continuum alla normalità. Momoka viaggia sulla montagna russa e si ritrova nel letto: purtroppo la ragazza è tornata al punto di partenza e si appresta a rivivere per la quarta volta l'avvento dell'inaugurazione del parco. La sera, pur essendo triste, Momoka, come da copione, chiama Fuyuki ma questa la ragazza pone all'amico una domanda sulla paura del domani: la risposta di Fuyuki darà nuove energie alla ragazza. Momoka decide di spronare gli operai per completare l'opera prima della mezzanotte, mettendosi lei stessa al lavoro. I lavori si concludono in serata e Momoka riesce ad inaugurare il parco con Fuyuki prima della mezzanotte. I ragazzi si divertono, ma quando scocca l'ora X Momoka si addormenta: questa volta però si risveglia nel Luna Park insieme a Fuyuki, riuscendo a superare le insicurezze che la bloccavano al giorno prima. L'episodio ricalca la trama di 12 volte Natale e di Ricomincio da capo. |                   |          |
| 214 | 「クルル やめます であります」 - Kururu Yame Masu de Arimasu – "Kururu, Abbandono"「プルル恋する看護兵 であります」 - Pururu Koisuru Kangohei de Arimasu – "Pururu, L'Infermiera Innamorata" | 31 maggio 2008    | —        |
| 214 | Nel primo episodio, durante una riunione del plotone, il sergente maggiore Kururu decide di accompagnare gli amici e di abbandonare Pekopon; gli altri componenti del gruppo lo bloccano (legandolo come un salame), cercando di fargli cambiare idea, cosa che però non accade. Angol Mois propone a Keroro di dare una vacanza a Kururu, per fargli scaricare lo stress accumulato; il sergente accetta e chiede a Momoka di ospitare il sergente maggiore, usando come esca dei coupon "Fuyuki". Kururu a casa dei Nishizawa entra in contatto con Baio, il padre di Momoka; durante una telefonata di lavoro di Baio, il sergente maggiore origlia, sogghignando: infatti Kururu convince Momoka (grazie ad altri coupon) di chiedere al padre di poterlo portare con sé a Chicago. In poco tempo Kururu, grazie alle sue brillantissime idee, entra nelle grazie di Baio, divenendo un importante elemento per l'azienda. Qualche tempo dopo, mentre Keroro e gli altri patiscono la fame, in televisione si assite all'elezione di Kururu come Segretariato delle Nazioni Unite; a questo punto gli altri keroniani sospettano che in realtà Kururu abbia voluto mandare avanti la missione di conquista da solo e senza usare la violenza, ma nel primissimo discorso da segretario il sergente maggiore consegna le dimissioni. Kururu torna a casa Hinata e qui Keroro nota che sul calendario del sergente maggiore il 31 maggio è segnato come il giorno mondiale del Kurry. Nella seconda parte Natsumi organizza un pigiama party: Keroro, per spiare la ragazza, manda in missione Pururu e Angol Mois. Durante la festa le ragazze chiedono a Pururu il genere di "ragazzo" che le interessa e lei, per non deludere le altre, fa una descrizione; da dietro la porta Keroro e Giroro origliano e sentendo le parole di Pururu pensano che la girina sia innamorata di Yoriri. I 2, molto preoccupati, raccontano ciò che hanno appena scoperto anche a Tamama, Dororo e Kururu; questi ultimi confermano che possa essere veramente la verità in quanto hanno notato un comportato anomalo di Pururu nei confronti di Yoriri. Poco dopo Pururu porta a Keroro il resoconto del pigiama party, ma il sergente si comporta in modo strano: l'infermiera comprende che qualcosa non quadra ed allora Keroro le rivela che hanno scoperto del suo amore per Yoriri. Pururu sentendo la storia smentisce tutto, in quanto alla festa aveva inventato la storia per non destare sospetti a Natsumi. Keroro si rallegra ma ormai la frittata è fatta: infatti a chiesto a Kogoro di scoprire se Yoriri ricambiasse il sentimento nei confronti di Pururu; l'episodio si conclude con l'arrivo a casa Hinata del detective spaziale che rivela all'infermiera che Yoriri non prova nulla per lei, nell'imbarazzo generale. |                   |          |
| 215 | 「ケロロ 8人のウェットルキング であります」 - Keroro Hachinin no Wettoru Kingu de Arimasu – "Keroro, Gli Otto Re Wettle"「ケロロ ガマ3号ウェット作戦 であります」 - Keroro Gama Sangō Wetto Sakusen de Arimasu – "Keroro, La Grande Fresca Idea di Gamma 3" | 7 giugno 2008     | —        |
| 215 | Nel primo episodio Keroro vuole sfruttare la pioggia per incutere paura a Natsumi: il sergente, aiutato da Kururu, produce 7 copie di Viscido-Man. I keroniani decidono di attaccare la ragazza, sulla strada del ritorno da scuola: Natsumi viene catapultata in un deserto e si ritrova sola con i Viscido-Men. Natsumi, dopo un primo momento di paura, inizia a scappare finché non viene salvata da un misterioso ragazzo: quest'ultimo, tornati nel parco vicino a casa Hinata, si presenta alla ragazza come Viscosy. Poco dopo i 2 vengono rintracciati da Tamama che, per obbedire a Keroro, li teletrasporta nuovamente nel deserto; questa volta Viscosy parte all'attaccando rivelando la sua vera identità: in realtà lui non è altri che il Viscido-Man originale. Durante lo scontro Viscido-Man originale sconfigge le 7 copie con una sola mossa, convertendoli a proteggere la giustizia. Le copie e l'Originale Viscido-Man partono per lo spazio, quando il numero 5 viene inghiottito da un Nyororo. Nel secondo episodio continua a piovere ma Keroro prende il sole in giardino, grazie ad uno specchio riflettente (Gamma 3) in orbita a Pekopon. Qualche minuto dopo Keroro e Giroro si disidratano molto velocemente: i 2 vengono avvisati da Kururu che il satellite si è rotto e andrebbe riparato manualmente. I keroniani partono alla volta di Gamma 3, insieme a Fuyuki, Natsumi e Angol Mois: giunti all'interno del satellite, notano una strana essiccazione, insieme alla mancanza d'acqua; mentre accade ciò il gruppo nota la presenza di strani esseri vicino al razzo che li ha portati su Gamma 3. Kururu, tramite computer, scopre che quelle creature sono un ibrido fra il Nyororo e Viscido-Man; inoltre Fuyuki si accorge che le creature si sdoppiano assorbendo acqua. Keroro & Co. iniziano a scappare, finché non arriva Viscido-Man originale, per proteggere Natsumi. Kururu idealizza un piano su come sconfiggere gli ibridi ma gli servirebbe un'esca: Viscido-Man si offre volontario, in quanto è l'unico in grado di respirare nello spazio; quest'ultimo riesce ad allontanare gli ibridi da Keroro & Co. e quest'ultimi riescono a scappare con il razzo. Una volta nello spazio Kururu attiva una sorta di "pistola della seconda chance" separando gli ibridi nei 2 esseri base. Viscido-Man si salva, salvando anche la larva del numero 5. |                   |          |
| 216 | 「ケロロ 圧縮で侵略？ であります」 - Keroro Asshuku de Shinryaku? de Arimasu – "Keroro, Ivasione Sotto Pressione?"「冬樹 日向家財宝伝説 であります」 - Fuyuki Hinataka Zaihō Densetsu de Arimasu – "Fuyuki, Il Tesoro Leggendario della Famiglia Hinata" | 14 giugno 2008    | —        |
| 216 | Nella prima parte, Natsumi e Fuyuki sono rassegnati perché avrebbero da completare molto cose (come leggere libri o guardare DVD), ma con poco tempo a disposizione; Keroro vorrebbe sfruttare questa situazione a proprio favore per poter iniziare un ennesimo piano d'attacco. Kururu progetta un meccanismo in grado di far lamentare tutti quegli oggetti mai usati, con lo scopo di infastidire i proprietari: purtroppo a casa Hinata colui che soffre maggiormente sarà Keroro, in quanto quest'ultimo non ha mai visto migliaia di DVD, non hai mai costruito centinaia di modellini e mai letto numerosissimi fumetti. Giroro vorrebbe buttare tutti gli oggetti di Keroro, ma Dororo propone al sergente di fare contemporaneamente ciò che ha tralasciato: purtroppo, secondo i calcoli di Kururu, per completare tale opera ci vorrebbero 670 giorni e pertanto il piano non potrebbe essere mai concluso. Kururu, per velocizzare l'operazione, progetta un "robot-elefante" comprimente, in grado di ridurre i tempi di qualsiasi oggetto, riducendo il tutto all'essenziale. Numerose cose saranno compresse, con risultati eccellenti; alla fine lo stesso Keroro sarà compresso. Nella seconda parte Fuyuki trova una vecchia mappa del tesoro; quest'ultimo, dopo aver risolto numerosi enigmi, con l'aiuto di Keroro, riesce a trovare il passaggio che lo condurrà al premio: in realtà non vi è nulla, se non la presenza di un simpatico alieno, del pianeta Buscamè, autore di enigmi in tutta la galassia. |                   |          |
| 217 | 「ちびケロ 禁じられた遊び であります」 - Chibi Kero Kinjirareta Asobi de Arimasu – "Chibi Kero, Giochi Proibiti"「ケロロ 恐怖の侵略者 であります」 - Keroro Kyōfu no Shinryakusha de Arimasu – "Keroro, Invasori Spaventosi" | 21 giugno 2008    | —        |
| 217 | Nella prima parte Keroro, ancora girino, scopre che il padre di Dororo gli ha comprato un robot in grado di trasformarsi nella copia di colui che gli tocca il naso; inizialmente Keroro e Giroro vogliono sfruttare il robot per fargli fare alcuni lavoretti domestici. Dopo un po' di tempo Keroro, innamorato di Pururu, ha un'idea: avere una Pururu per sé, utilizzando il robot; il trio organizza una messinscena per fare in modo che Pururu possa toccare il naso del robot, dicendole che in realtà si tratta di un campanello. Successivamente, quando Pururu non è presente, Keroro verifica se il suo piano ha avuto effetto: purtroppo no, in quanto dopo Pururu, Yoriri ha premuto il naso e pertanto il robot ha assunto le sue sembianze. Nella seconda parte, nella base segreta scoppia un incendio: dopo attimi di panico iniziale, le fiamme verranno domate dai pompieri spaziali; quest'ultimi, in qualità di supervisori, obbligano Keroro, il responsabile anti-incendi del plotone, a fare un corso di recupero nella città aliena. Il sergente, prima di arrivare in aula, viene bloccato da un altro alieno che gli vende 3 libroni (carissimi) che si usano nel corso; purtroppo il docente, a lezione iniziate, avvisa Keroro che quei libri sono di edizioni passate. Il sergente, sentendo ciò, decide di farsi rimborsare, cosa che gli risulterà impossibile per via della fittissima burocrazia aliena anti-incendio. Keroro, desolato e senza soldi, decide di arrendersi e tornare a casa Hinata: qui scopre dagli altri membri del plotone che un truffatore alieno ha manipolato le menti dei burocrati, ma per i truffati non vi sarà risarcimento. |                   |          |
| 218 | 「ちびケロ 耳をすませば であります」 - Chibi Kero Mimi o Sumaseba de Arimasu – "Chibi Kero, Sussurro del Cuore"「ケロロ カリエスウォー2 であります」 - Keroro Kariesu Wō Tsū de Arimasu – "Keroro, Guerra delle Carie 2" | 28 giugno 2008    | —        |
| 218 | Nella prima parte Keroro girino, insieme ai compagni di gioco Giroro, Dororo e Pururu, si intrufola in un magazzino abbandonato; qui i 4 avvertono una strana voce che chiede aiuto: l'unica coraggiosa che vuole scoprire chi si sta lamentando è Pururu. Dopo essersi divisi in 2 gruppi, la coppia Keroro-Pururu trova il richiedente aiuto: si tratta di un robot, non assemblato, con un residuo di energia infimo. Keroro, per alleviare le sofferenze del robot, decide di disattivarlo: Pururu, non contenta del comportamento dell'amico decide di assemblare il robot; quest'ultima, Dororo e Giroro si danno molto da fare e riescono a completare l'automa. Per attivarlo servirebbe una batteria, quando i ranocchi comprendono che l'edificio sta per essere demolito; questa situazione di pericolo suscita in Keroro la voglia di aiutare i compagni a riattivare il robot: con difficoltà il ranocchio riuscirà nell'impresa. I 5 riescono a scappare, ma le troppe energie che il robot ha speso gli saranno fatali. Nella seconda parte, Keroro comprende di avere le carie: gli altri membri del plotone, assieme a Fuyuki e Natsumi, decidono di intervenire come da protocollo keroniano, ossia combattendo il nemico all'interno di colui che ha la caria. La spedizione giunge sul campo di battaglia (la bocca del sergente) ed inizialmente ha la meglio, finché il virus non ricorre ad una flotta aereo potentissima. Dororo, Giroro, Tamama, Fuyuki, Natsumi e Keroro-bot sono catturati e portati al cospetto del capo; con sorpresa scoprono che l'alieno invasore è Tonto-Man, che ha solamente voglia di ballare e vendere biglietti fasulli per i concerti di Dance-Man. |                   |          |
| 219 | 「武者ケロ・弐の巻 爆笑！ 戦国お笑い合戦 にござ候」 - Musha Kero Ni no Maki Bakushō! Sengoku Owarai Kassen ni Gozasōrō – "Musha Kero, Volume 2: Scoppio di Risate, Guerra Comica!" | 5 luglio 2008     | —        |
| 219 | L'episodio è la continuazione dell'episodio 211: il plotone di Keroro continua la propria missione su Feudalon, con l'obiettivo di ottenere il cristallo rosso, vincendo la gara di comicità. Il sergente & Co. arriva al luogo in cui si iscrive alla gara, dove Giroro nota la Natsumi di Feudalon: anche la ragazza vorrebbe vincere il cristallo. Giroro, data la somiglianza con Natsumi, si offre alla ragazza per aiutarla: quest'ultima, molto più introversa e gentile dell'originaria, accetta con piacere; i 2 trascorrono la serata insieme fra la felicità massima di Giroro. Arrivato il giorno della gara Keroro, Giroro e Tamama riescono ad iscriversi, ma Natsumi non viene accettata: Giroro, con un gesto di amicizia, cede il suo posto alla ragazza, con la disperazione di Keroro, ora senza un componente del trio comico. L'Angol Mois di Feudalon, sapendo di contare su una bella presenza, riesce a convincere i giurati ad iscriversi oltre il tempo massimo e decide di rimpiazzare Giroro nel trio di Keroro. La gara inizia e fra i concorrenti i keroniani notano la presenza di 2 fratelli Viper; quest'ultimi vogliono sconfiggere i ranocchi per vendicare il fratello (vedi ep.211). Dororo, onde evitare perdite di tempo, entra subito in azione rompendo la maschera di Keroro, durante l'episodio, in modo tale da divenire visibile ai Viper. La lotta inizia con la vittoria all'ultimo colpo di laser di Giroro su uno dei Viper; per Keroro la situazione è più drammatica, in quanto sotto continui attacchi dell'altro Viper, ma tutto si risolve grazie a Natsumi che riesce ad evocare la potentissima arma del cristallo rosso, con cui riesce a sconfiggere il nemico. Natsumi, felice per le amicizie fatte, lascia volentieri al plotone il cristallo rosso. A fine episodio si vede una ragazza simile a Momoka. |                   |          |
| 220 | 「ケロロ 地球温暖化ってなぁに？ であります」 - Keroro Chikyūondanka tte Nani? de Arimasu – "Keroro, Cos'è il Riscaldamento Globale?"「サババ 砂漠の魔王 であります」 - Sababa Sabaku no Maō de Arimasu – "Sababa, Demone del Deserto" | 12 luglio 2008    | —        |
| 220 | Nella prima parte Keroro, dopo aver sentito al telegiornale il problema del surriscaldamento globale, propone al plotone un piano d'invasione inerente all'argomento, fra la felicità massimo di Dororo. I keroniani iniziano a proporre idee ma ben presto Dororo comprende che Keroro non ha la minima intenzione di salvaguardare il pianeta; inoltre Kururu esprime i propri dubbi sulla reale riuscita di un piano del genere. Alla fine Keroro non riesce ad attuare il proprio piano, ma Dororo vedrà in lui una nuova sensibilità verso la salvaguardia planetaria. Nella seconda parte il plotone, Fuyuki e Angol Mois si recano in Egitto per ritrovare un vecchio tesoro keronense, localizzato nelle Piramidi egizie. All'interno di una di esse Keroro rinviene antiche scritture in cui vi è narrata la storia della costruzione della stessa: Fuyuki, a sorpresa, viene a conoscenza che le piramidi sono opere di keroniani. Appena dopo, nel luogo dell'incisione, compare Sababa (insieme a dei compari), un keroniano sabbioso risalente all'età della costruzione delle piramidi: quest'ultimo si mette al servizio del plotone. Keroro, visto l'aiuto servile di Sababa (e dei suoi scagnozzi), decide di costruire una nuova piramide avente la sua fisionomia. I lavori procedono molto velocemente, però ben presto si capiscono le intenzioni malvagie di Sababa; infatti, come scoprirà Fuyuki, quest'ultimo è stato rinchiuso nella piramide proprio per la sua malvagità. Sababa inizia a lottare con il plotone e riesce a catturare tutti, eccetto Keroro; quando la fine sembra ormai giunta, Sababa si sgretola perdendo la propria forma: il sergente si è salvato grazie all'aiuto dall'interno di Fuyuki, che è riuscito a strappare la piastrina che animava i movimenti di Sababa. |                   |          |
| 221 | 「桃華 決戦は日曜日 であります」 - Momoka Kessen wa Nichiyōbi de Arimasu – "Momoka, Battaglia di Domenica"「ギロロ 決戦は日曜日 であります」 - Giroro Kessen wa Nichiyōbi de Arimasu – "Giroro, Battaglia di Domenica" | 19 luglio 2008    | —        |
| 222 | 「ケロロ 雨の日はせんべい釣り！ であります」 - Keroro Ame no Hi wa Senbei Tsuri! de Arimasu – "Keroro, Giornata Piovosa di Pesca!"「ケロロ 思い出と花火 であります」 - Keroro Omoide to Hanabi de Arimasu – "Keroro, Ricordi e Fuochi d'Artificio" | 26 luglio 2008    | —        |
| 223 | 「桃華 女だらけの無人島 であります」 - Momoka Onna Darake no Jujintō de Arimasu – "Momoka, Isola Disabitata Piena di Donne"「ケロロ 恐怖の赤い靴作戦 であります」 - Keroro Kyōfu no Akai Kutsu Sakusen de Arimasu – "Keroro, Spaventosa Missione delle Scarpe Rosse" | 2 agosto 2008     | —        |
| 224 | 「ケロロ セレブリゾート捜査網 であります」 - Keroro Serebu Rizōto Sōsa Mō de Arimasu – "Keroro, Giusto, Celebrity Resort" | 9 agosto 2008     | —        |
| 225 | 「タママ 美しきダイブ！ であります」 - Tamama Utsukushiki Daibu! de Arimasu – "Tamama, Bel Tuffo!"「ケロロ 究極のペコポン人スーツ であります」 - Keroro Kyūkyoku no Pekoponjin Sūtsu de Arimasu – "Keroro, La Migliore Tuta Pekoponiana" | 16 agosto 2008    | —        |
| 226 | 「冬樹 遠い海から来たカメ であります」 - Fuyuki Tōi Umi kara Kita Kame de Arimasu – "Fuyuki, Dal Mare Lontano Arrivò Una Tartaruga" | 23 agosto 2008    | —        |
| 227 | 「ケロロ＆夏美 ひとつの部屋 であります」 - Keroro & Natsumi Hitotsu no Heya de Arimasu – "Keroro & Natsumi, Una Delle Stanze" | 30 agosto 2008    | —        |
| 228 | 「メルル 郵便で～す！ であります」 - Meruru Yūbin de ～ su! – "Meruru, Per essere ～ Via Mail!"「冬樹 パーキングエリアで一服 であります」 - Fuyuki Paakingu Eria de Arimasu – "Fuyuki, Pausa Nel Parcheggio" | 6 settembre 2008  | —        |
| 229 | 「ケロロ コトバの必殺拳！ であります」 - Keroro Kotoba no Hissatsu Ken! de Arimasu – "Keroro, Pugno Mortale Di Parole!"「サブロー&クルル 静かな戦い であります」 - Saburō & Kururu Shizuka na Tatakai de Arimasu – "Saburo & Kururu, Battaglia Silenziosa" | 13 settembre 2008 | —        |
| 230 | 「桃華 愛の節約作戦 であります」 - Momoka Ai no Setsuyaku Sakusen de Arimasu – "Momoka, Grande Operazione: Salvataggio D'Amore"「ゼロロ キカカがやってきた であります」 - Zeroro Kikaka ga Yattekita de Arimasu – "Zeroro, Kikaka È Arrivato" | 20 settembre 2008 | —        |
| 231 | 「武者ケロ 参の巻 大爆発！桃姫危機一髪 でござ候」 - Musha Kero San no Maki Daibakuhatsu! Momohime Kikiippatsu de Gozasōrō – "Guerriero Kero, Volume 3: Grande Esplosione, Chiamata Vicina Per La Principessa Momohime" | 27 settembre 2008 | —        |
| 232 | 「ケロロ ボードロボー であります」 - Keroro Bōdorobō de Arimasu – "Keroro, Bodorobo"「ケロロ ひ～ろ～ず であります」 - Keroro Hīrōzu de Arimasu – "Keroro, E～ro～i" | 4 ottobre 2008    | —        |
| 233 | 「秋 編集者は強し！ であります」 - Aki Henshūsha wa Tsuyoshi! de Arimasu – "Aki, Più Di Un Editore!" | 11 ottobre 2008   | —        |
| 234 | 「ケロロ テロップ大作戦 であります」 - Keroro Teroppu Daisakusen de Arimasu – "Keroro, Il Grande Progetto Del Proiettore Televisivo"「ケロロ ハウツー本で侵略 であります」 - Keroro Hautsū Hon de Shinryaku de Arimasu – "Keroro, Invasione Dal Quaderno 'Come Fare'" | 18 ottobre 2008   | —        |
| 235 | 「冬樹 と 首長竜 であります」 - Fuyuki to Shuchōryū de Arimasu – "Fuyuki e il Plesiosauro" | 25 ottobre 2008   | —        |
| 236 | 「ケロロ ガム噛む？ であります」 - Keroro Gamu Kamu? de Arimasu – "Keroro, Gomma Da Masticare?"「タママ タママタンゴ であります」 - Tamama Tamama Tango de Arimasu – "Tamama, Tamama Tango" | 1º novembre 2008  | —        |
| 237 | 「武者ケロ 四の巻 武者ケロ小隊 西へ！ でござ候」 - Musha Kero Yon no Maki Musha Kero Shōtai Nishi e! de Gozasōrō – "Guerriero Kero, Volume 4: Vai A Ovest, Plotone Del Guerriero Kero!" | 8 novembre 2008   | —        |
| 238 | 「ケロロ アタック！ヒントで 年の差ウルトラハンマー であります」 - Keroro Atakku! Hinto de Tashi no Sa Urutora Hanmā de Arimasu – "Keroro, Attacco! Suggerimento Differenza Di Età Ultra Martello"「ドロロ 大改造！ であります」 - Dororo Daikaizō! de Arimasu – "Dororo, Grande Cambiamento!" | 15 novembre 2008  | —        |
| 239 | 「夏美 もしかして三角関係？ であります」 - Natsumi Moshikashite Sankaku Kankei? de Arimasu – "Natsumi, Intendi Il Triangolo Amoroso?"「プルル お見合い大作戦！ であります」 - Pururu Omiai Daisakusen! de Arimasu – "Pururu, Grande Piano Di Incontro Matrimoniale!" | 22 novembre 2008  | —        |
| 240 | 「クルル 特命曹長 であります」 - Kururu Tokumei Sōchō de Arimasu – "Kururu, Eccellente Sergente Maggiore"「ケロロ 伝説の朝 であります」 - Keroro Densetsu no Asa de Arimasu – "Keroro, Mattina Di Leggende" | 29 novembre 2008  | —        |
| 241 | 「556 今は言えない であります」 - Kogorō Ima wa Ienai de Arimasu – "Kogoro, Ora Non Si Può Dire"「ケロロ 掃除機よ永遠なれ！ であります」 - Keroro Sōjiki yo Eien nare! de Arimasu – "Keroro, Aspirapolvere Per Sempre!" | 6 dicembre 2008   | —        |
| 242 | 「ケロロ 屋根裏の散歩者 であります」 - keroro Yaneura no Sanposha de Arimasu – "Keroro, Passeggiata Sull'Attico"「ケロロ 自意識過剰で侵略！ であります」 - Keroro Jiishikikajō de Shinryaku! de Arimasu – "Keroro, Eccessiva Invasione Autocosciente!" | 13 dicembre 2008  | —        |
| 243 | 「ケロロ 戦場はメリークリスマス であります」 - Keroro Senjō wa Merī Kurisumasu de Arimasu – "Keroro, Battaglia Di Buon Natale" | 20 dicembre 2008  | —        |
| 244 | 「ケロロ 落書きの住人 であります」 - Keroro Rakugaki no Jūnin de Arimasu – "Keroro, Abitanti Dei Graffiti"「ケロロ 年越し大騒動 であります」 - Keroro Toshikoshi Daisōdō de Arimasu – "Keroro," | 27 dicembre 2008  | —        |
| 245 | 「ケロロ 初侵略作戦！ であります」 - Keroro Hatsu Shinryaku Sakusen! de Arimasu – "Keroro, Strategie Di Nuova Invasione!"「556 傷ついたヘルメット であります」 - Kogorō Kizutsuita Herumetto de Arimasu – "Kogoro, Casco Graffiato" | 10 gennaio 2009   | —        |
| 246 | 「ギロロ うがい猛特訓！ であります」 - Giroro Ugai Mōtokkun! – "Giroro, Speciale Formazione Di Gargarismi!"「ケロロ ケロ消し！ であります」 - Keroro Kero Keshi! de Arimasu – "Keroro, Kero Di Gomma!" | 17 gennaio 2009   | —        |
| 247 | 「モア リップスティック・スラップスティック であります」 - Moa Rippusutikku Surappusutikku de Arimasu – "Mois, Rossetto Comico"「ケロロ 脱出！ ケロンバーフィールド であります」 - Keroro Dasshutsu! Keron Bā Fīrudo de Arimasu – "Keroro, Fuga! Bar Keroniano" | 24 gennaio 2009   | —        |
| 248 | 「ケロロ ママと呼ばないで であります」 - Keroro Mama to Yobanai de de Arimasu – "Keroro, Non Chiamarmi Mamma"「吉岡平正義 妄想するは我にあり！ であります」 - Yoshiokadaira Masayoshi Mōsō suru wa Waga ni Ari! de Arimasu – "Masayoshi Yoshiokadaira: L'Illusione È Mia!" | 31 gennaio 2009   | —        |
| 249 | 「武者ケロ・伍の巻 隠し砦のケロン人 でござ候」 - Musha Kero Go no Maki Kakushi Toride no Keronjin de Gozasōrō – "Guerriero Kero, Volume 5: Keroniano Della Fortezza Nascosta" | 7 febbraio 2009   | —        |
| 250 | 「武者ケロ•六の巻 蘇る勇者 でござ候」 - Musha Kero Roku no Maki Yomigaeru Yūsha de Gozasōrō!! – "Guerriero Kero, Volume 6: L'Eroe Rianimato!!" | 14 febbraio 2009  | —        |
| 251 | 「556と5884！ であります」 - Kogorō to Kobayashi! de Arimasu – "Kogoro e Kobayashi!" | 21 febbraio 2009  | —        |
| 252 | 「ケロロ 映画に行こう！ であります」 - Keroro Eiga ni Yukou! de Arimasu – "Keroro, Andiamo Al Cinema!" | 28 febbraio 2009  | —        |
| 253 | 「ケロロ 超人ケロロ であります」 - Keroro Chōjin Keroro de Arimasu – "Keroro, L'Incredibile Keroro"「ケロロ 黒電話捜査官66 であります」 - Keroro Kuro Denwa Sōsakan Rokujūroku de Arimasu – "Keroro, Black-Phone Investigator 66" | 7 marzo 2009      | —        |
| 254 | 「冬樹 トランクス対ブリーフ であります」 - Fuyuki Torankusu tai Burīfu de Arimasu – "Fuyuki, Boxer contro Slip"「ガルル 密かなる想い！？ であります」 - Garuru Hisokanaru Omoi!? de Arimasu – "Garuru, Sentimenti Segreti?" | 14 marzo 2009     | —        |
| 255 | 「ケロロ 恐怖の大暗黒作戦！ であります / ケロロ 恐怖の大美白作戦！ であります」 - Keroro Kyōfu no Dai Ankoku Sakusen! de Arimasu / Keroro Kyōfu no Dai Bihaku Sakusen! de Arimasu – "Keroro, Piano Per La Paura Del Buio! / Keroro, Piano Per La Paura Della Luce!"「ケロロ 恐怖の大停止作戦！ であります」 - Keroro Kyōfu no Dai Teishi Sakusen! de Arimasu – "Keroro, Piano Per La Paura Di Fermare Il Tempo!" | 21 marzo 2009     | —        |
| 256 | 「冬樹＆夏美 ケロロ襲来！ であります」 - Fuyuki & Natsumi Keroro Shūrai! de Arimasu – "Fuyuki & Natsumi, Invasione Keroro!"「ケロロ ウッソだよ～ん♪ であります」 - Keroro Usso da Yōn♪ de Arimasu – "Keroro, È Una～Bugia♪" | 28 marzo 2009     | —        |